# چغا چمن
چغا چمن مربوط به دوران پیش از تاریخ ایران باستان تا دوران‌های تاریخی پس از اسلام است و در شهرستان نورآباد، جنوب شهرک امام و جنوب گذر آب فصلی واقع شده و این اثر در تاریخ ۲۳ بهمن ۱۳۸۰ با شمارهٔ ثبت ۴۷۴۷ به‌عنوان یکی از آثار ملی ایران به ثبت رسیده است.